# Podłoże Bordeta-Gengou
Podłoże Bordeta-Gengou – pożywka bakteryjna używana do hodowli bakterii Bordetella pertussis. Zawiera skrobię ziemniaczaną, krew i glicerol. Albuminy krwi mają za zadanie wiązanie i neutralizację nienasyconych kwasów tłuszczowych, na które wrażliwa jest B. pertussis.